# 比利亚马莱亚
比利亚马莱亚，是西班牙卡斯蒂利亚-拉曼恰自治区阿尔瓦塞特省的一个市镇。 总面积128km², 总人口3683人（2001年），人口密度29人/km²。